# Galaktitol
Galaktitol (dulcitol) je šećerni alkohol, koji je redukcioni proizvod galaktoze. Kod ljudi sa galaktokinaznom deficijencijom, formom galaktozemije, suvišni dulcitol se formira u sočivima očiju što dovodi do katarakte.
Galaktitol se formira iz galaktoze reakcijom koju katalizuje aldozna reduktaza. Galaktoza nastaje kao proizvod metabolizma disaharida laktoze do glukoze i galaktoze.
Drugi čest galaktozni metabolički defekt je u enzimu galaktoza-1-fosfat uridililtransferaza. Ovaj autozomalno recesivni poremećaj uzrokovanje formiranje galaktitola usled povišenih koncentracija galaktoza-1-fosfata i galaktoze. Toksičnost vezana za deficijenciju galaktoza-1-fosfat uridililtransferaze je vezana za simptome hepatosplenomegalije i mentalnu retardaciju, osim katarakte uzrokovane nagomilavanjem galaltitola.